# Veríssimo de Freitas

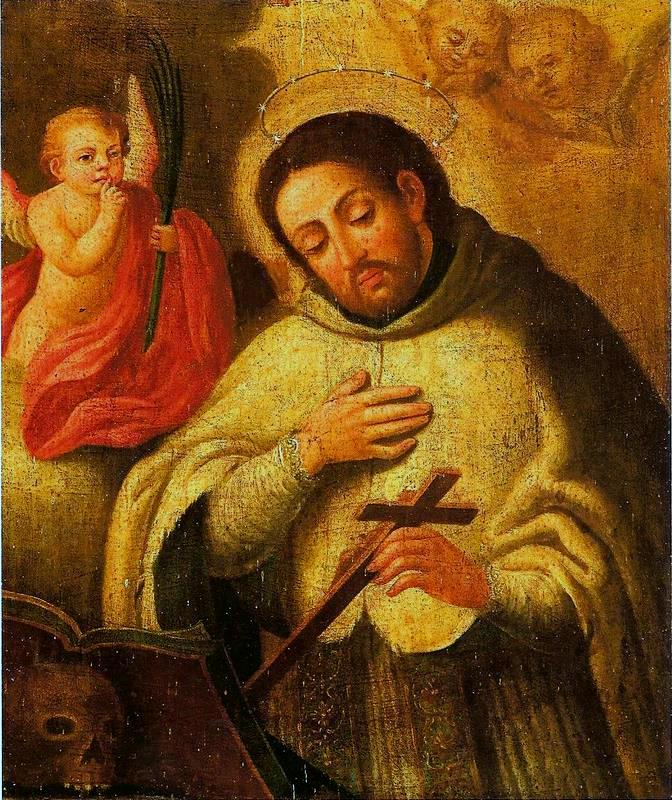
São João Nepomuceno (século XVIII). Obra de Veríssimo de Freitas no Museu Afro Brasil, em São Paulo.

Veríssimo de Freitas (Salvador, BA ca. 1758 - idem 1806) foi um pintor brasileiro do período colonial, ativo entre a segunda metade do século XVIII e o primeiro quinqüênio do século XIX.
Discípulo e assistente do pintor português Joaquim José da Rocha, executou obras de temática sacra para as várias igrejas da Bahia. 
São tidos como de sua autoria os oito painéis figurando santas e beatas agostinianas localizados na parte inferior das paredes dessa igreja. Dentre suas pinturas, destacam-se as das igrejas do Convento de Nossa Senhora da Conceição da Lapa (1759), de Nossa Senhora da Palma (c. 1785), do Recolhimento dos Perdões (c. 1819) e do Mosteiro de São Bento, todas em Salvador, além de pinturas na Igreja do Convento de Santo Antônio, em São Francisco do Conde.
Segundo a historiadora Marieta Alves, é difícil de conciliar a data de nascimento do pintor com a data das pinturas, mas hoje em dia a atribuição praticamente não é contestada. Há ainda uma discordância sobre sua data de morte, já que alguns estudiosos dizem que ele trabalha na decoração interna da Igreja dos Perdões em Salvador, por volta de 1819, enquanto Marieta Alves afirma que sua morte está registrada em 1806 no livro de óbitos da freguesia de Sant'Anna, na mesma cidade.
1. ↑  Agostinho, Província Agostiniana do Brasil-Ordem de Santo. «Santos e Beatos Agostinianos». Província Agostiniana do Brasil - Ordem de Santo Agostinho. Consultado em 28 de agosto de 2024
2. ↑  «Marieta Alves (1892-1981) – Mulher 500 Anos Atrás dos Panos». 13 de março de 2018. Consultado em 28 de agosto de 2024
3. ↑  «Igreja dos Perdões, em Salvador». www.salvador-turismo.com. Consultado em 28 de agosto de 2024